# CPRI
CPRI (си-пи-ар-ай, англ. Common Public Radio Interface, общий открытый радиоинтерфейс) — стандарт, определяющий интерфейс между функциональными блоками базовой станции сотовой связи. В терминах самого стандарта CPRI — это интерфейс между контроллерами радиоаппаратуры (англ. REC, Radio Equipment Controllers) и встроенными или удаленными радиомодулями (англ. RE, Radio Equipment).
В число компаний, работающих над принятием и развитием стандарта, входят Ericsson AB, Huawei Technologies Co. Ltd, NEC Corporation, Alcatel Lucent и Nokia Solutions and Networks (NSN) GmbH & Co. KG.